# لامار بولارد
لامار ترينتون تشانسي بوجاردي هو لاعب كرة قدم هولندي يلعب كمدافع مع نادي أستون فيلا، ومنتخب هولندا.